# Victor Giraud

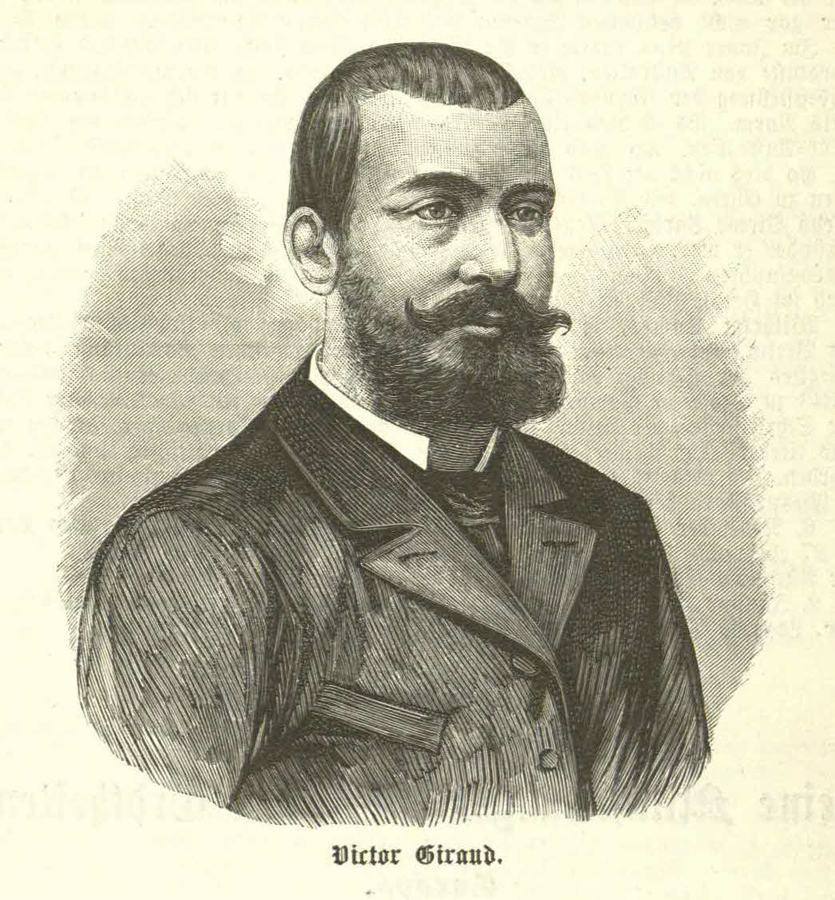
Victor Giraud

Victor Giraud  (* 26. November 1868 in Mâcon; † 14. Februar 1953 in Sartrouville) war ein französischer Romanist, Journalist und Literaturwissenschaftler.

## Leben und Werk
Giraud besuchte das Lycée Henri IV und studierte ab 1889 an der École normale supérieure. Ab 1892 war er Gymnasiallehrer in Villefranche-sur-Saône. 1894 bestand er die Agrégation und war von 1894 bis 1904 an der Universität Freiburg (Schweiz) als Nachfolger von Joseph Bédier Professor für französische Literaturgeschichte. 1904 berief ihn sein Lehrer Ferdinand Brunetière zum Generalsekretär der Revue des Deux Mondes. Daneben war er Literaturkritiker verschiedener Zeitschriften und der Tageszeitung Le Figaro.
1926 verlieh ihm die Académie française für sein Lebenswerk (pour l’ensemble de son œuvre) ihren Grand prix de littérature. Giraud war Offizier der Ehrenlegion.
Giraud war der Schwiegervater von Pierre Moreau.

## Werke
- Pascal. L’homme, l’œuvre, l’influence, Fribourg 1898, Paris 1900, 1905, 1922
- Essai sur Taine. Son oeuvre et son influence, Fribourg/Paris 1901; 5. Auflage, Paris 1912
- Taine, Paris 1902 (Bibliothèque de bibliographies critiques 17)
- Chateaubriand. Etudes littéraires, 2 Bde., Paris 1904–1912
- La philosophie religieuse de Pascal et la pensée contemporaine, Paris 1904
- Anticléricalisme et catholicisme, Paris 1906
- Les Idées morales d’Horace, Paris 1907
- Livres et questions d'aujourd'hui, Paris 1907
- (Hrsg.) Pascal, Pensées, Paris 1907, 1924, 1928, 1935, 1943
- Ferdinand Brunetière. Notes et souvenirs, Paris 1907
- (Hrsg.) Taine, Pages choisies, Paris 1909
- (Hrsg.) Joseph Joubert, Pensées, Paris 1909, 1930
- Blaise Pascal. Etudes d’histoire morale, Paris 1910
- Les maîtres de l'heure. Essais d'histoire morale contemporaine, 2 Bde., Paris 1911–1914 (Pierre Loti. Ferdinand Brunetière. Emile Faguet. Eugène Melchior de Vogüé. Paul Bourget)
- Maîtres d'autrefois et d'aujourd'hui. Essais d'histoire morale et littéraire, Paris 1912 (Montaigne, Chateaubriand, Sainte-Beuve, Taine, Brunetière, Sully Prudhomme, Angellier, Gabriel Hanotaux)
- Nouvelles études sur Chateaubriand. Essais d'histoire morale et littéraire, Paris 1912
- (Hrsg.) Joseph Joubert, Textes choisis et commentés, Paris 1914
- Le Miracle français, Paris 1915 (deutsch, Paris 1916; italienisch, Mailand 1916) II. Trois ans après, Paris 1918
- Pro Patria, Paris 1915
- La troisième France, Paris 1917
- Un grand Français. Albert de Mun, Paris 1918, 1925
- Histoire de la Grande guerre, 5 Bde., Paris 1919–1920, 1932
- Le Général de Castelnau, Paris 1921, 1928
- Écrivains et soldats, Paris 1921 (Du Vair, Pascal, Rousseau, Lamennais, Renan, Taine, Brunetière, Faguet, E. M. de Voguë, J. Lemaitre, G. Goyau, Foch, Ludendorff, Hindenburg, Castelnau)
- Georges Goyau. L’homme et l’œuvre, Paris 1922
- Les maîtres de l'heure. Maurice Barrès, Paris 1922
- (Hrsg.) Maurice Barrès, Taine et Renan, Paris 1922
- Moralistes français, Paris 1923 (Saint François de Sales, Molière, Pascal, Bossuet, Montesquieu, Maine de Biran, Joubert, Lamennais, Sainte-Beuve, Renan, Brunetière, Faguet)
- La Vie héroïque de Blaise Pascal, Paris 1923
- Le christianisme de Chateaubriand, 2 Bde., Paris 1925–1928
- Passions et romans d’autrefois, Paris 1925 (La jeune captive, Madame de Duras, Lucile de Chateaubriand, Les amours de René, L'occitanienne)
- Un grand Français. Albert De Mun, Paris 1925
- Sœurs de grands hommes, Paris 1926 (Jacqueline Pascal, Lucile de Chateaubriand, Henriette Renan)
- Hippolyte Taine. Etudes et Documents, Paris 1928
- (Hrsg.) Pages choisies de Chateaubriand, Paris 1929
- La vie chrétienne d’Eugénie de Guérin, Paris 1929
- Portraits d’âmes, Paris 1929
- Sainte Jeanne de Chantal, Paris 1929, 1946
- Bossuet, Paris 1930
- Port-Royal de Sainte Beuve. Etude et analyse, Paris 1930, 1956
- (Hrsg.) Pascal, Œuvres choisies, Paris 1931, 1947
- La vie romanesque de Chateaubriand, Paris 1931
- Brunetière, Paris 1932
- Saint Vincent de Paul, Paris 1932, 1945, 1954
- (Hrsg.) Sainte-Beuve, Port-Royal. Pages choisies, Paris 1932
- La Vie tragique de Lamennais, Paris 1933
- (Hrsg.) Sainte-Beuve, Œuvres choisies, Paris 1934
- Paul Bourget. Essai de psychologie contemporaine, Paris 1934
- Anatole France,  Paris 1935
- La Vie secrète de Sainte-Beuve, Paris 1935
- (Hrsg.) Chateaubriand, Les martyrs, Paris 1936
- Le Problème religieux et l’histoire de la littérature française, Paris 1937
- De Chateaubriand à Brunetière. Essai sur le Mouvement catholique en France au XIXe, Paris 1939
- Pastels féminins, Paris 1939
- Vie de Jeanne d’Arc, Paris 1941, 1948
- Eugène Fromentin, Niort 1945
- La Critique littéraire. Les problèmes, les théories, les méthodes, Paris 1946 (1: Principes et méthodes: Sainte-Beuve, Taine, Brunetiere, Faguet, Lanson. 2: Précisions et preuves justificatives: Calvin, Montaigne, Corneille, Pascal, Racine, Rousseau, Chateaubriand, Lamennais, De Musset, Renan, Taine, Brunetiere)
- Pascal, 2 Bde., Paris 1949
- Un croisé d'aujourd'hui. Leclerc, maréchal de France, Paris 1952